# Delphacodes indistincta
Delphacodes indistincta är en insektsart som först beskrevs av Crawford 1914.  Delphacodes indistincta ingår i släktet Delphacodes och familjen sporrstritar. Inga underarter finns listade i Catalogue of Life.